# Tomatina

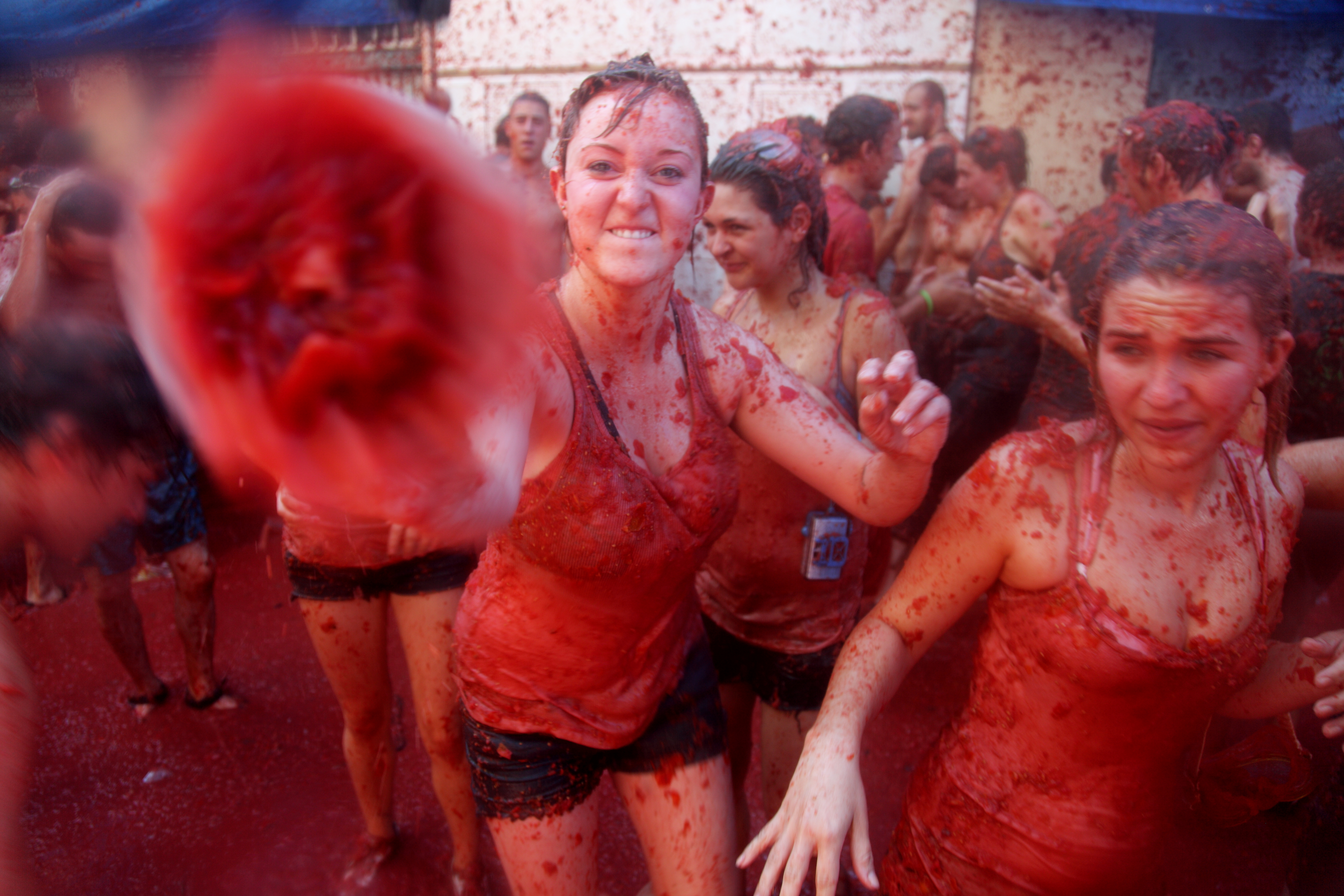
Tomatina w 2010 roku

La Tomatina – święto obchodzone w hiszpańskiej miejscowości Buñol, położonej w prowincji Walencja, podczas którego uczestnicy obrzucają się nawzajem pomidorami. Bitwa na pomidory odbywa się w ostatnią środę sierpnia, stanowiąc główny punkt trwającej cały tydzień fiesty, która co roku przyciąga tysiące turystów z całego świata.

## Historia
Historia Tomatiny sięga ostatniej środy sierpnia roku 1945. Miejscowa młodzież, podobnie jak większość mieszkańców, znajdowała się na głównym rynku Buñol, gdzie obecnie świętuje się Tomatinę, biorąc udział w tradycyjnej paradzie gigantes y cabezudos (popularne w wielu miejscowościach Hiszpanii i Ameryki Łacińskiej parady wielkich figur przedstawiających ludzkie postaci związane z historią i mitologią). Między grupą młodzieńców, którzy także chcieli wziąć udział w paradzie, a tymi którzy brali w niej udział doszło do przepychanek. Po upadku jednego z uczestników wywiązała się wzajemna bójka znajdujących się tam osób. Los chciał, że w sąsiedztwie znajdował się sklep z warzywami, ze skrzyniami pełnymi pomidorów wystawionych na ulicę na sprzedaż. Młodzież zaczęła obrzucać się nawzajem dorodnymi pomidorami aż do chwili interwencji sił porządkowych, które zakończyły bitwę skazując odpowiedzialnych za zniszczenie warzyw na grzywnę.
Rok później, ci sami sprawcy powtórzyli utarczkę, tym razem jednak przynosząc pomidory ze swoich domów. Podobnie jak przed rokiem zostali rozdzieleni przez siły porządkowe. Powtarzana co roku bitwa stała się zwyczajem, mimo braku oficjalnego charakteru i zgody burmistrza Buñol.
Na początku lat 50. zarząd miejski zabronił organizowania Tomatiny, co jednak nie powstrzymało niektórych uczestników, którzy kontynuowali zapoczątkowaną tradycję mimo licznych aresztowań. Mieszkańcy domagali się zniesienia zakazu, a ich upór doprowadził w końcu do uchylenia decyzji przez ratusz. Każdego roku przybywało coraz więcej uczestników z torbami wypełnionymi pomidorami.
W 1957 roku Tomatina została definitywnie uznana przez władze miasta i w kolejnych latach zaczęła być promowana jako część corocznych obchodów miasta.
Od 1980 roku dostawy pomidorów są zapewniane przez władze miasta, które co roku zwiększają ilość używanych do bitwy warzyw. Wraz z tym wzrostem zwiększa się także liczba uczestników, którzy ściągają do Buñol z całego świata. 27 sierpnia 2002 hiszpańskie Ministerstwo Turystyki uznało Tomatinę za Święto o Międzynarodowym Walorze Turystycznym.

## Przebieg

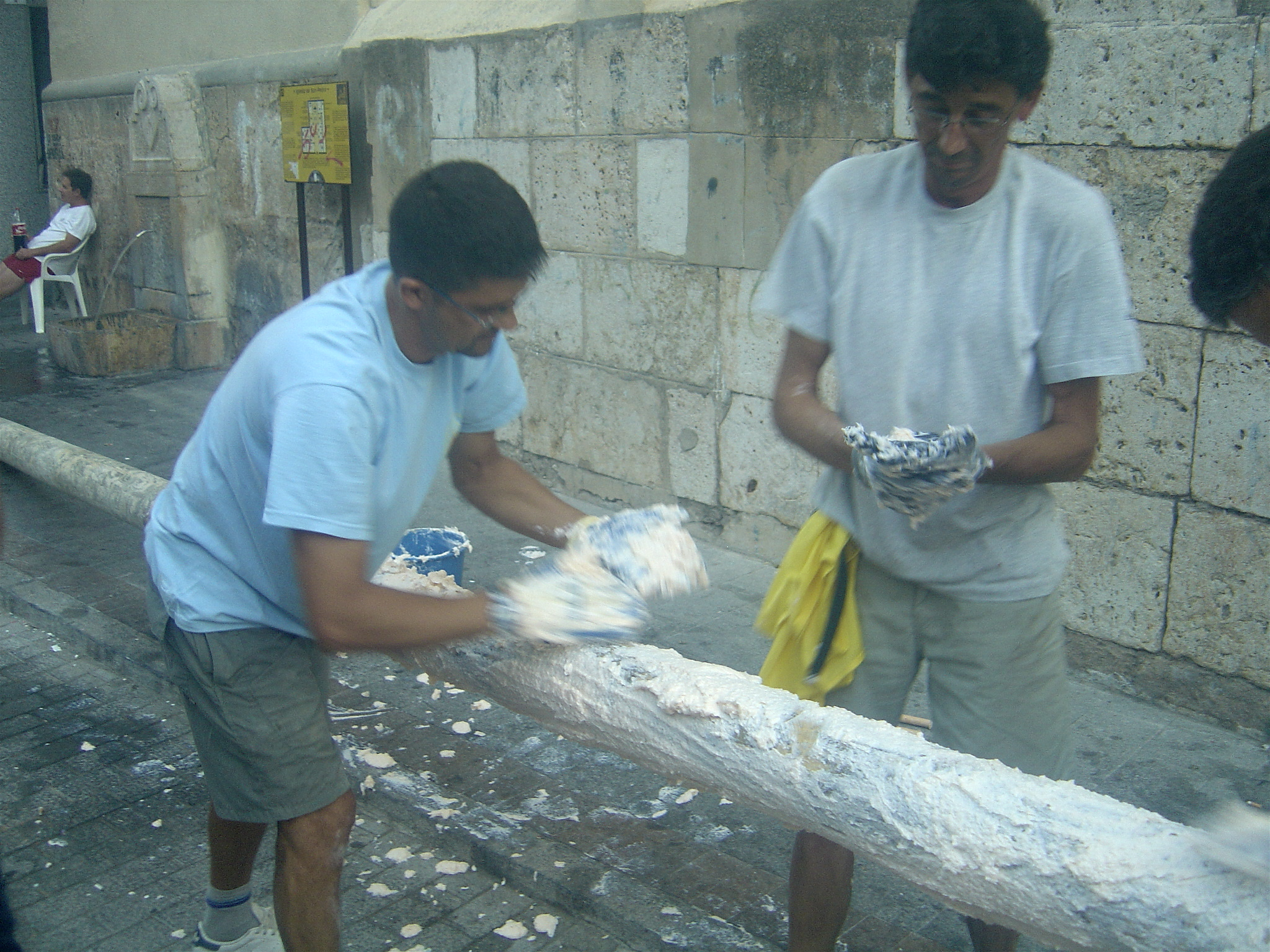
Przygotowania słupa przed Tomatiną

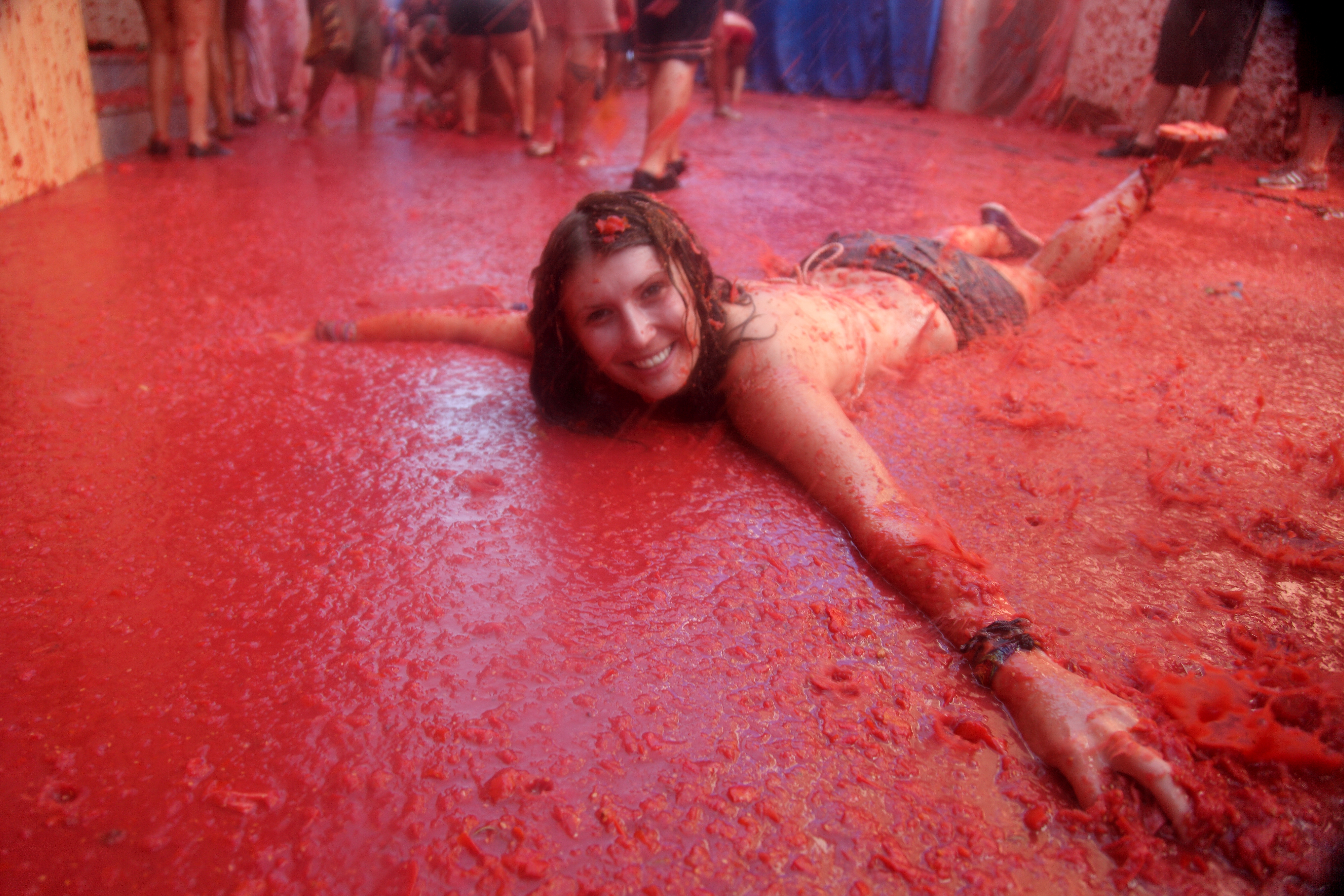
Pozostałości po bitwie w postaci soku z pomidorów na ulicach

Przygotowania do bitwy zaczynają się na długo przed ostatnią środą sierpnia. Na plantacjach w regionie Estremadura dojrzewają przeznaczone na bitwę pomidory. Używa się specjalnej ich odmiany o obniżonych walorach smakowych, która jest tańsza niż pomidory sprzedawane w hurtowniach. W przeddzień bitwy fronty kamienic na głównym rynku Buñol oraz budynki z sąsiednich ulic są zabezpieczane trwałymi plandekami przed zabrudzeniami elewacji i balkonów. W tym czasie ciężarowe samochody z przyczepami wypełnionymi pomidorami czekają gotowe do nadchodzącej bitwy.
Rozpoczęcie Tomatiny następuje około godziny 10. Aby mogło to nastąpić najpierw jeden ze śmiałków z tłumu musi wspiąć się na nasmarowany mydłem słup, na szczycie którego znajduje się hiszpańska szynka. W trakcie kolejnych prób, rozbawiony tłum śpiewa, tańczy i domaga się polewania siebie wodą przez strażaków oraz mieszkańców zgromadzonych na wyższych kondygnacjach budynków. Kiedy któremuś z ochotników uda się wspiąć po szynkę, armatni wystrzał daje znać do rozpoczęcia bitwy. Z ciężarówek pomidory są wyrzucane przez wcześniej wybranych chętnych wprost na uczestników bawiących się między uliczkami centrum. Bitwa polega na wzajemnym obrzucaniu się pomidorami, „każdy każdego”, organizatorzy zalecają uprzednie zmiażdżenie ich w dłoniach by uniknąć ewentualnych obrażeń. Wskazany jest luźny ubiór, który najprawdopodobniej nie będzie nadawał się do ponownego użytku oraz pełne i wiązane buty, które mocno trzymać będą się na nogach. W celach bezpieczeństwa zakazane jest wnoszenie przedmiotów mogących stwarzać zagrożenie, przede wszystkim szklanych opakowań. Zasadą jest także zakaz wzajemnego zrywania i rzucania koszulkami, jednak nie jest on przestrzegany i trzeba mieć na uwadze, że z bitwy często wraca się bez górnej części garderoby, dotyczy to zarówno kobiet, jak i mężczyzn. Bitwa trwa godzinę i kończy się w podobny sposób jak zaczyna, to jest armatnim wystrzałem.
Po zakończeniu Tomatiny zaczynają się porządki. Uczestnicy korzystają z przygotowanych w tym celu publicznych pryszniców, często również z pomocy miejscowej ludności, która chętnie służy przyjezdnym wodą z ogrodowego węża. Ulicami zajmują się służby miejskie wspomagane przez strażaków, którzy spłukują hektolitry przecieru pomidorowego pozostałego po bitwie.
Corocznie udział w Tomatinie bierze około 30 000 osób.